# Colibrí becfalçat cuaverd
El colibrí becfalçat cuaverd (Eutoxeres aquila) és una espècie d'ocell de la família dels troquílids (Trochilidae) que habita el sotabosc de la selva humida, clars i matolls de les terres baixes fins als 2100 m, des del centre de Costa Rica, Panamà i oest, nord i sud-est de Colòmbia, cap al sud, per l'oest dels Andes fins l'oest d'Equador i per l'est dels Andes a través de l'est d'Equador fins al nord de Perú.